# Holly Bradshaw

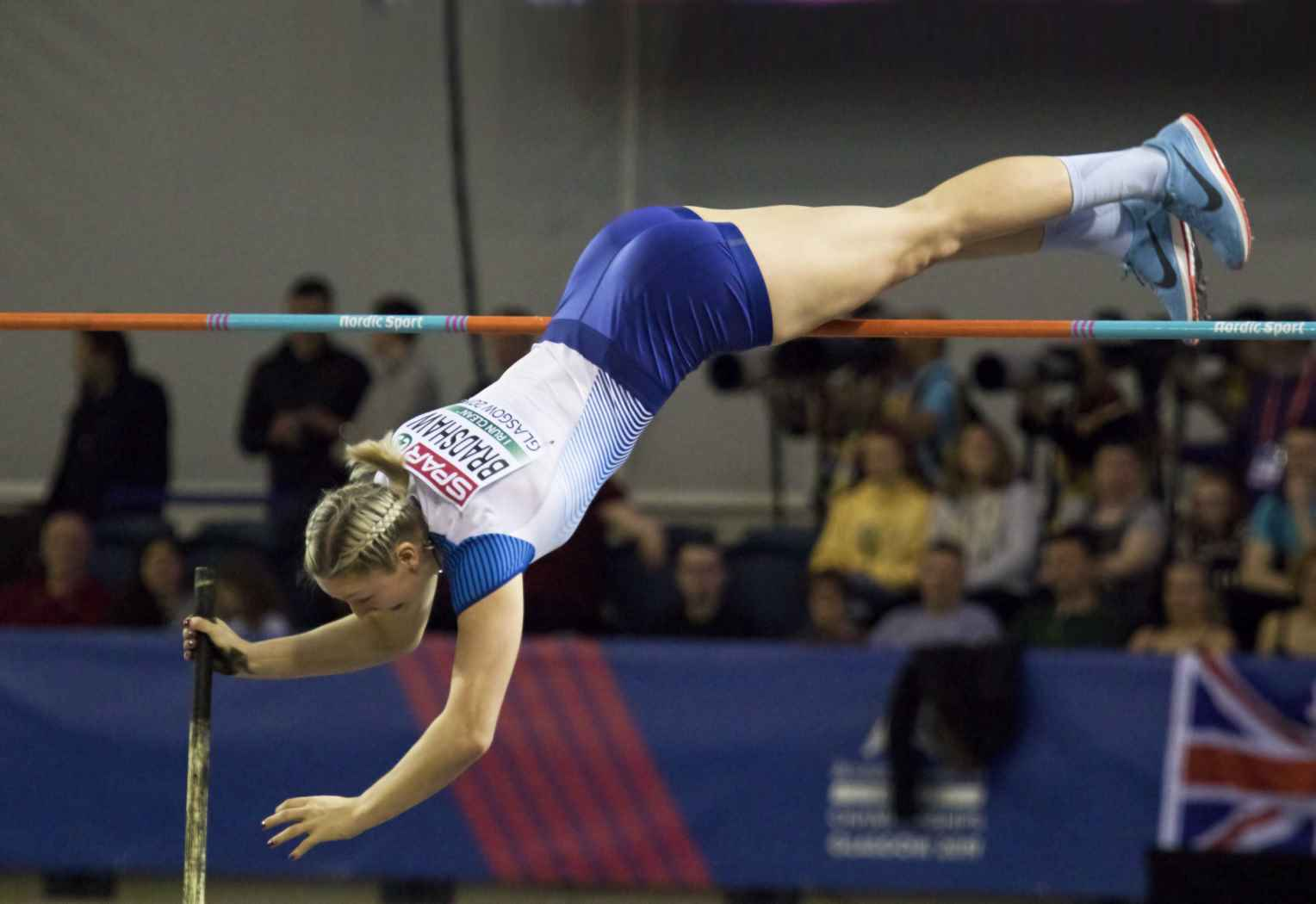
Holly Bradshaw in actie op de EK indoor van 2019.

Holly Bethan Bradshaw (geboren Bleasdale) (Preston, 2 november 1991) is een Brits atlete, gespecialiseerd in het polsstokhoogspringen. Ze vertegenwoordigde haar vaderland driemaal op de Olympische Spelen en eindigde telkens bij de laatste zes. Op de Spelen van 2020, gehouden in 2021, won ze de bronzen medaille. Zij heeft in haar specialiteit indoor zowel als outdoor het Britse nationale record in handen.

## Carrière

### Brons op WK U20 in 2010
Holly Bleasdale deed al vanaf haar zesde jaar aan gymnastiek, maar stapte op haar elfde over op de atletieksport, waar zij zich in eerste instantie toelegde op het hardlopen. Pas op haar zeventiende probeerde zij voor het eerst om met een polsstok te springen. Daar bleek zij een uitgesproken aanleg voor te hebben, want reeds in 2010 verbeterde zij het Britse juniorenrecord en bracht dit op 4,35 m. Het maakte haar gelijk tot favoriet voor de gouden medaille op de wereldkampioenschappen voor atleten onder twintig jaar (U20). Die verwachting kon zij niet waarmaken, want in het Canadese Moncton kwam ze niet hoger van 4,15, wat haar een bronzen medaille opleverde.

### Goud op EK U23 in 2011
Een jaar later behaalde Bleasdale haar eerste internationale titel dankzij winst op de Europese kampioenschappen voor atleten onder de 23 jaar (U23). In 2012 ging Bleasdale verder door op haar elan en behaalde ze brons op de wereldindoorkampioenschappen in Istanboel. Later dat jaar maakte zij haar olympisch debuut tijdens de Olympische Spelen in Londen. In de finale van het polsstokhoogspringen eindigde ze op de zesde plaats.

### Goud op EK indoor in 2013
Op de Europese indoorkampioenschappen van 2013 in Göteborg behaalde Bleasdale haar eerste internationale titel bij de senioren. Met een sprong van 4,67 won ze goud, voor Anna Rogowska en Anzhelika Sidorova.
In 2016 nam Bleasdale, inmiddels getrouwd met haar jeugdvriend Paul Bradshaw, deel aan de Olympische Spelen in Rio de Janeiro. Met een sprong van 4,70 eindigde zij nu op de vijfde plaats.

### Brons op EK 2018
In 2018 veroverde Bradshaw brons op de Europese kampioenschappen in Berlijn en in 2019 was ze goed voor zilver op de EK indoor in Glasgow.

### Brons op OS 2020 en PR in 2021
In 2021 veroverde Bradshaw brons op de Olympische Spelen van 2020 in Tokio, die door de Corona-epidemie met een jaar vertraging werden georganiseerd. Datzelfde jaar bracht ze op een meeting in Manchester haar persoonlijk record op 4,90.

## Titels
- Europees indoorkampioene polsstokhoogspringen - 2013
- Brits kampioene polsstokhoogspringen - 2012, 2015, 2016, 2017, 2018
- Brits indoorkampioene polsstokhoogspringen - 2013, 2914, 2019
- Europees kampioene polsstokhoogspringen U23 - 2011

## Persoonlijke records
| Onderdeel                      | Hoogte      | Datum           | Plaats       |
| ------------------------------ | ----------- | --------------- | ------------ |
| polsstokhoogspringen (outdoor) | 4,90 m (NR) | 26 juni 2021    | Manchester   |
| polsstokhoogspringen (indoor)  | 4,87 m (NR) | 20 januari 2012 | Villeurbanne |

## Palmares

### Polsstokhoogspringen
Kampioenschappen
- 2010:  WK U20 - 4,15 m
- 2011: NM - WK
- 2011:  EK U23 - 4,55 m
- 2011: 11e EK indoor - 4,45 m
- 2012:  WK indoor - 4,70 m
- 2012:  Britse kamp. - 4,71 m
- 2012: 6e OS - 4,45 m
- 2013:  Britse indoorkamp. - 4,77 m
- 2013:  EK indoor - 4,67 m
- 2014:  Britse indoorkamp. - 4,73 m
- 2014: 9e WK indoor - 4,55 m
- 2015:  Britse kamp. - 4,50 m
- 2015: 7e WK - 4,70 m
- 2016:  Britse kamp. - 4,60 m
- 2016: 5e OS - 4,70 m
- 2017:  Britse kamp. - 4,45 m
- 2017: 6e WK - 4,65 m
- 2018:  EK - 4,75 m
- 2018: 4e Gemenebestspelen - 4,60 m
- 2018:  Britse kamp. - 4,60 m
- 2019:  Britse indoorkamp. - 4,80 m
- 2019:  EK indoor - 4,85 m
- 2021:  OS - 4,85 m

Diamond League-overwinningen
- 2016: Weltklasse Zürich - 4,76 m